# 海伍德湖
海伍德湖（英語：Heywood Lake），是南極洲的湖泊，位於南奧克尼群島的西格尼島東北部，由英國南極名稱諮詢委員命名，以湖沼學家命名，現時由南極條約體系管理。